# Фолі (Алабама)
Фолі (англ. Foley) — місто (англ. city) в США, в окрузі Болдвін штату Алабама. Населення — 20 335 осіб (2020).

## Географія
Фолі розташоване за координатами 30°23′49″ пн. ш. 87°40′6″ зх. д. / 30.39694° пн. ш. 87.66833° зх. д. (30.397068, -87.668460).  За даними Бюро перепису населення США в 2010 році місто мало площу 67,07 км², з яких 66,73 км² — суходіл та 0,34 км² — водойми. В 2017 році площа становила 83,10 км², з яких 82,70 км² — суходіл та 0,40 км² — водойми.

## Демографія

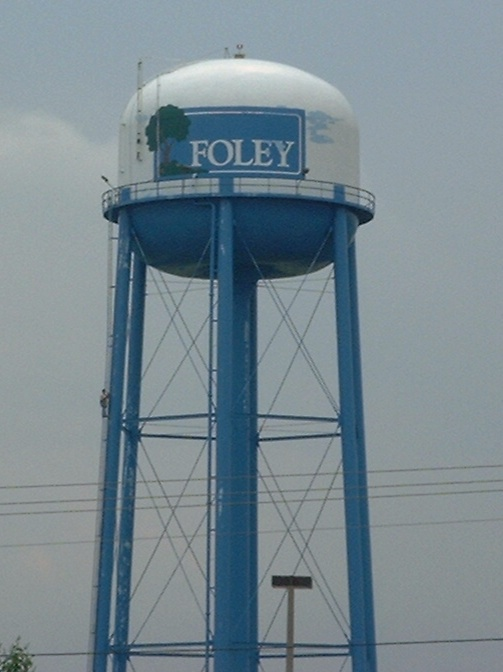
Водонапірна вежа м. Фолі

Згідно з переписом 2010 року, у місті мешкало 14 618 осіб у 6165 домогосподарствах у складі 4124 родин. Густота населення становила 218 осіб/км².  Було 7359 помешкань (110/км²).
Расовий склад населення:
| - 77,1 % — білих - 14,9 % — чорних або афроамериканців - 1,1 % — азіатів - 0,6 % — корінних американців - 0,1 % — вихідців з тихоокеанських островів - 4,7 % — осіб інших рас |

До двох чи більше рас належало 1,6 %. Частка іспаномовних становила 9,5 % від усіх жителів.
За віковим діапазоном населення розподілялося таким чином: 20,9 % — особи молодші 18 років, 57,1 % — особи у віці 18—64 років, 22,0 % — особи у віці 65 років та старші. Медіана віку мешканця становила 42,5 року. На 100 осіб жіночої статі у місті припадало 88,3 чоловіків;  на 100 жінок у віці від 18 років та старших — 85,5 чоловіків також старших 18 років.
Середній дохід на одне домашнє господарство  становив 52 789 доларів США (медіана — 40 938), а середній дохід на одну сім'ю — 57 368 доларів (медіана — 52 264). Медіана доходів становила 41 073 долари для чоловіків та 28 537 доларів для жінок. За межею бідності перебувало 18,9 % осіб, у тому числі 44,5 % дітей у віці до 18 років та 4,0 % осіб у віці 65 років та старших.
Цивільне працевлаштоване населення становило 6434 особи. Основні галузі зайнятості: роздрібна торгівля — 21,4 %, освіта, охорона здоров'я та соціальна допомога — 17,3 %, мистецтво, розваги та відпочинок — 12,5 %, науковці, спеціалісти, менеджери — 12,2 %.